# Nereis perivisceralis
Nereis perivisceralis é uma espécie de anelídeo pertencente à família Nereididae.
A autoridade científica da espécie é Claparède, tendo sido descrita no ano de 1868.
Trata-se de uma espécie presente no território português, incluindo a sua zona económica exclusiva.